# Мартін Дуппель
Мартін Дуппель (нім. Martin Duppel; 9 лютого 1920, Беблінген — ?) — німецький офіцер-підводник, оберлейтенант-цур-зее крігсмаріне.

## Біографія
1 жовтня 1938 року вступив на флот. З червня 1941 року — ад'ютант в 1-й флотилії підводних човнів. З листопада 1941 року — 2-й, з січня 1942 року — 1-й вахтовий офіцер на підводному човні U-201. В жовтні-грудні 1942 року пройшов курс командира човна. З 21 січня по 25 липня 1943 року — командир U-959. З липня 1943 року і до кінця війни служив на штабних посадах.

## Звання
- Кандидат в офіцери (1 жовтня 1938)
- Морський кадет (1 липня 1939)
- Фенріх-цур-зее (1 грудня 1939)
- Оберфенріх-цур-зее (1 серпня 1940)
- Лейтенант-цур-зее (1 квітня 1941)
- Оберлейтенант-цур-зее (1 січня 1943)

## Нагороди
- Нагрудний знак підводника (22 травня 1942)
- Залізний хрест 2-го класу (1942)